# سد مونتايسلو
يبلغ ارتفاع سد مونتايسلو 304 قدم (93 م) ويقع في مقاطعة نابا ، كاليفورنيا ، الولايات المتحدة ، الذي تم بناؤه بين عامي 1953 و 1957.
تعد بحيرة بيريسا حاليًا سابع أكبر بحيرة من صنع الإنسان في كاليفورنيا. توفر المياه من الخزان بشكل أساسي الزراعة في وادي ساكرامنتو في اتجاه مجرى النهر. يشتهر السد بمجرى تصريف مياهه الكلاسيكي غير المنضبط من نوع مجد الصباح.
إلى الجنوب توجد منطقة بوتاه كريك ستيت للحياة البرية .